# 于达仁
于达仁（1966年1月—），哈尔滨工业大学能源科学与工程学院教授。担任中国物理学会等离子体物理分会理事，《动力工程学报》、《深空探测技术》等期刊编委。入选中华人民共和国教育部2008年度"长江学者"特聘教授。